# St. Crónán’s Church

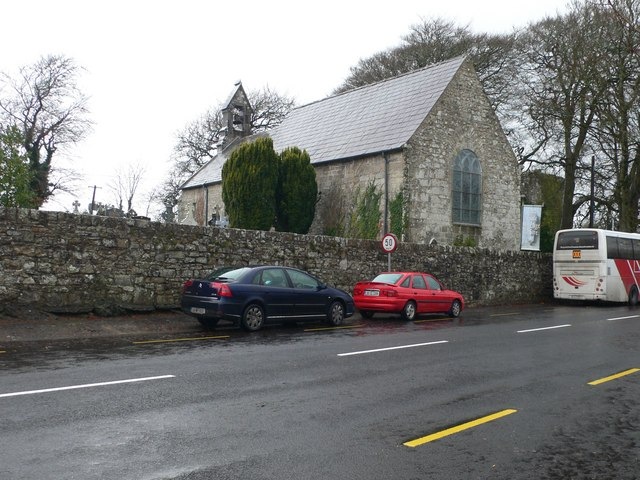
St Crónán's church, Tuamgraney

St. Crónán’s Church (auch St. Cronan’s Church, irisch Eaglais Naomh Crónáin) in Tuamgraney (Tuaim Gréine) stammt aus dem 10. Jahrhundert und gehört zu den ältesten noch genutzten Kirchen in Irland. Das Dorf Tuamgraney liegt am Schnittpunkt der Regionalstraßen R 352 und R 463, etwa zwei Kilometer südlich von Scarriff im Osten des County Clare in Irland. Die Kirche beherbergt heute das „East Clare Heritage Center“ (ein Kulturzentrum). 
Die Kirche wurde entweder nach einem Heiligen Crónán benannt, nach den Annalen dem Bischof des Nendrum-Klosters, aber wohl eher nach Crónán von Roscrea, auch Mochua genannt, der in Roscrea Bischof war und 637 oder 640 in Tuamgraney starb. Ein Abt Cormac ua Cillín, den die Annalen jedoch nicht mit dem Ort verbinden, soll im Jahre 969 n. Chr. die zerstörte Westfront erneuert haben. Die Kirche wird auch mit einer Erneuerung durch den irischen Hochkönig Brian Boru verbunden, der aus der Gegend stammt und 1014 starb. Die Neugestaltung der Ostfront erfolgte im 12. Jahrhundert.
Das Relief über dem gewaltigen Türsturz am oberen Ende des östlichen Giebels soll St. Crónán darstellen, der hier vor 550 n. Chr. das erste Kloster gründete. Einige romanische Fragmente in der Kirche können von einer aufgelassenen Kirche bei Killaloe stammen.
Die Kirche ist nicht identisch mit dem Temple Cronan im Burren.
Der große Menhir von Callaghy steht westlich von Tuamgraney, nördlich des Croaghrum River und 200 m südwestlich eines Steinpaares. Der vertikal geteilte Stein befindet sich in einem Gartenzaun neben der Straße und misst 2,2 m in der Höhe, 1,2 m in der Breite und 0,8 m in der Dicke, an der Basis.